# وحدة دولية مشتقة
إن نظام الوحدات الدولي يحدد مجموعة من سبع وحدات أساسية، والتي منها تتشكل كل وحدات القياس الأخرى. تدعى الوحدات المشتقة على هذا الأساس باسم الوحدات الدولية المشتقة، والتي تعد بدورها وحدات نظامية. ويحدد النظام الدولي للوحدات (سي) (SI)مجموعة من سبع وحدات أساسية تستمد منها جميع وحدات القياس سي (SI) الأخرى. وتكون هذه الوحدات المشتقة من سي (SI)إما ذات أبعاد، أو يمكن التعبير عنها كرمز لواحد أو أكثر من الوحدات الأساسية، وربما يتم قياسها بواسطة قوة مناسبة من الأسية.
العديد من الوحدات المشتقة ليس لها أسماء خاصة. على سبيل المثال، وحدة سي (SI) المستمدة من المنطقة هي متر مربع (m2) ووحدة المشتقة سي (SI) هي كيلوغرام لكل متر مكعب (كغ / m3 أو كغ م -3). ومع ذلك، يتم التعرف على 22 وحدة مشتقة من قبل سي مع أسماء خاصة، والتي هي مكتوبة بأحرف صغيرة. ومع ذلك، فإن رموز الوحدات المسماة بعد الأشخاص، تكون مكتوبة دائما بحرف أولي كبير. على سبيل المثال، رمز هيرتز هو «هرتز»؛ ولكن رمز للمتر هو «م». [1]
ويعين النظام الدولي للوحدات أسماء خاصة إلى 22 وحدة مشتقة، تشمل وحدتين مشتقتين بلا أبعاد، هما راديان (راد) وستراديان (سر).